# Bastian Kordyaka
Bastian Jonathan P. Kordyaka (* 2. Juni 1982 in Gießen) ist ein ehemaliger deutscher Basketballspieler. Zu Beginn der 2000er Jahre gehörte der 2,08 Meter große Flügel- und Centerspieler zu den größten Nachwuchshoffnungen des deutschen Basketballs. Er spielte im Laufe seiner Karriere für die Bundesligisten Brandt Hagen, RheinEnergy Cologne und DJK S. Oliver Würzburg. Kordyaka spielte ebenfalls in den höchsten Ligen Österreichs, Finnlands und der Schweiz.

## Sportliche Laufbahn

### Jugend
Kordyaka wurde 1982 in Gießen geboren, unternahm dort seine ersten Versuche als Basketballer und wuchs ab 1989 in Herdecke im Ennepe-Ruhr-Kreis auf. Dort spielte er in der Jugendabteilung des Tus Ende Herdecke sowie anschließend für den Nachwuchs von Brandt Hagen. Als C-Jugendlicher wurde er mit Brandt Hagen 1996 und als B-Jugendlicher 1998 deutscher Meister.

### Professioneller Basketball
Bereits als 16-Jähriger (im September 1998) feierte er sein Bundesliga-Debüt bei Brandt Hagen. Am 4. Oktober 1999 erzielte er als 17-Jähriger gegen den späteren deutschen Meister Alba Berlin erinnerungswürdige 17 Punkte. Das Fachblatt Basketball bescheinigte ihm im Sonderheft vor der Saison 2000/01, alles mitzubringen, was ein guter Basketballer braucht und schrieb ihm zu, „athletisch, beweglich, sprungstark“ zu sein. Nach dem Abschluss seines Abiturs im Jahr 2001 folgte er dem Ruf von Svetislav Pesic und wechselte von Hagen nach Köln zum frischgebackenen Erstligisten namens RheinEnergy Cologne, mit dem er die deutsche Vizemeisterschaft gewann. Nach einem Jahr zog er innerhalb der Bundesliga zu DJK S. Oliver Würzburg weiter und arbeitete dort unter anderem mit Holger Geschwindner zusammen. Zur Saison 2003/04 kehrte er zu Brandt Hagen zurück. Der Verein stellte Ende des Jahres 2003 aus finanziellen Gründen seinen Spielbetrieb ein, sodass Kordyaka die Saison 2003/04 beim österreichischen Bundesligisten Arkadia Traiskirchen beendete.
Kordyaka setzte seine Karriere im Ausland fort, spielte zwischen 2004 und 2006 für die finnischen Erstligisten Äänekosken Huima und Joensuun Kataja. Anders als in Deutschland und Österreich, wo er nur sporadisch die wegen seines großen Talents hohen Erwartungen erfüllte, schlug er in Finnland voll ein. 2006 erreichte er mit Kataja die finnische Vizemeisterschaft, kam ins Pokalendspiel und wurde nach dem Saisonende vom Internetdienst eurobasket.com in die Auswahl der besten europäischen Spieler der finnischen Liga berufen.
2006 wechselte er zum FC Schalke 04 in die 2. Bundesliga und setzte dort seine in Finnland gezeigten starken Leistungen fort. Nach dem Jahr in Gelsenkirchen nahm Kordyaka 2007 erneut ein Angebot aus dem Ausland an und wechselte in die Schweiz zum Basketball-Nationalligisten BBC Nyon.
Zur Folgesaison zog es ihn zurück in die Heimat, da er sich verstärkt seinen akademischen Verpflichtungen widmen wollte. 2008 schloss er sich dem Regionalligisten BBV Hagen an, dem Nachfolgeverein von Brandt Hagen, wo er zehn Jahre zuvor seine ersten Bundesliga-Einsätze verbuchte. Kordyaka spielte zwei Jahre für BBV Hagen, dann jeweils ein Jahr für die BG Dorsten (mit der er den Aufstieg schaffte) und danach erneut für FC Schalke 04 (jeweils 1. Regionalliga). Nachdem er seine Karriere bereits beendet hatte, war er ab Dezember 2012 für die Baskets Lüdenscheid in der 2. Regionalliga aktiv.

### Nationalmannschaft
Kordyaka spielte von 1996 bis 2001 für die deutschen U18- und U20-Nationalmannschaft. 2000 nahm er mit der deutschen Auswahl am international renommierten Albert-Schweitzer-Turnier teil.

## Akademische Laufbahn
Neben seiner Basketball-Karriere absolvierte er zunächst ein Studium der Wirtschaftswissenschaften an der FernUniversität in Hagen, das er 2010 als Diplom-Kaufmann abschloss. Im selben Jahr trat er eine Stelle als Mitarbeiter am Lehrstuhl für Betriebswirtschaftslehre der FernUniversität in Hagen an und begann ein Zweitstudium der Psychologie. 2013 erlangte er in dem Fach einen Bachelor- und 2015 einen Master-Abschluss. Im Mai 2016 wurde er als wissenschaftlicher Mitarbeiter am Lehrstuhl für Wirtschaftsinformatik der Universität Siegen tätig, 2020 wurde dort seine Doktorarbeit angenommen.